# Гребенников, Николай Данилович
Николай Данилович Гребенников — советский военный, государственный и политический деятель, генерал-полковник.

## Биография
Родился в 1915 году. Член КПСС.
С 1938 года — на военной, общественной и политической работе. В 1938—1980 гг. — на инженерных должностях в РККА, начальник отдела технической эксплуатации инженерно-авиационной службы 2-й воздушной Армии, заместитель Главнокомандующего Войсками ПВО по вооружению, член научно-технического совета Комиссии по военно-промышленным вопросам при Президиуме Совета Министров СССР, заместитель Главнокомандующего Войсками ПВО СССР.
Генерал-полковник-инженер.
Умер в Москве в 1998 году.